# Michele Camporese
Michele Camporese (Pisa, 19 juni 1992) is een Italiaans voetballer die bij voorkeur als centrale verdediger speelt. Hij tekende in juli 2015 een contract tot medio 2018 bij Empoli, dat hem overnam van ACF Fiorentina.

## Clubcarrière
Camporese stroomde door vanuit de jeugd van ACF Fiorentina. Hij debuteerde hiervoor op 26 oktober 2010 in het eerste elftal, tijdens een wedstrijd in het toernooi om de Coppa Italia tegen Empoli. Hierin viel hij na 66 minuten in voor Alessandro Gamberini. Camporese debuteerde op 20 november 2010 voor Fiorentina in de Serie A, uit in San Siro tegen AC Milan. Hij viel tijdens de rust in voor Cesar Natali. In november 2011 zette hij zijn handtekening onder een nieuw vijfjarig contract bij de club. Camporese speelde in het seizoen 2012/13 geen minuut wegens aanhoudende knieproblemen en ook daarna kwam hij niet meer in actie voor Fiorentina. In plaats daarvan verhuurde club hem gedurende het seizoen 2013/14 aan AC Cesena en gedurende 2014/15 aan AS Bari. Met beide clubs speelde hij in de Serie B.
Camporese verliet Fiorentina in juli 2015 definitief en tekende een contract tot medio 2018 bij Empoli, de nummer vijftien van de Serie A in het voorgaande seizoen.

## Interlandcarrière
Camporese kwam uit voor meerdere Italiaanse nationale jeugdelftallen. Hij speelde onder meer veertien wedstrijden voor Italië -17 en drie wedstrijden voor Italië -21.